# Andrew Dunn
Pour les articles homonymes, voir Dunn.
Andrew Dunn est un directeur de la photographie britannique né à Londres (Royaume-Uni).

## Filmographie
- 1981 : Andrina
- 1983 : The Boy David (TV)
- 1984 : A Winter Harvest (TV)
- 1984 : Badger Girl (série télévisée)
- 1984 : Threads (TV)
- 1985 : Edge of Darkness (feuilleton TV)
- 1986 : The Good Doctor Bodkin-Adams (TV)
- 1986 : The Monocled Mutineer (série télévisée)
- 1987 : After Pilkington (TV)
- 1987 : Two of Us (TV)
- 1987 : Hedgehog Wedding (TV)
- 1987 : Life Story (TV)
- 1987 : Escape
- 1987 : My Family and Other Animals (série télévisée)
- 1988 : Defrosting the Fridge (TV)
- 1988 : Across the Lake (TV)
- 1989 : Tumbledown (TV)
- 1989 : Strapless
- 1989 : Chattahoochee
- 1989 : Blackeyes (feuilleton TV)
- 1991 : Los Angeles Story (L.A. Story)
- 1992 : Blame It on the Bellboy
- 1992 : Bodyguard (The Bodyguard)
- 1993 : Suddenly, Last Summer (TV)
- 1993 : The Hawk
- 1994 : La Vie malgré tout (And Then There Was One) (TV)
- 1994 : Trou de mémoire (Clean Slate)
- 1994 : Le Cadeau du ciel (A Simple Twist of Fate)
- 1994 : Is There Life Out There? (TV)
- 1994 : La Folie du roi George (The Madness of King George)
- 1995 : The Absence of War (TV)
- 1995 : The Grotesque
- 1996 : La Chasse aux sorcières (The Crucible) de Nicholas Hytner
- 1997 : Addicted to Love
- 1997 : Food for Ravens (TV)
- 1998 : Du venin dans les veines (Hush)
- 1998 : À tout jamais: Une histoire de Cendrillon (Ever After)
- 1998 : Les Ensorceleuses (Practical Magic)
- 2000 : Ordinary Decent Criminal
- 2000 : Liam
- 2001 : Monkeybone
- 2001 : Gosford Park
- 2002 : La Vengeance de Monte-Cristo (The Count of Monte Cristo)
- 2002 : Fashion victime (Sweet Home Alabama)
- 2003 : Ce dont rêvent les filles (What a Girl Wants)
- 2003 : The Boy David Story (vidéo)
- 2003 : Company (The Company)
- 2004-2005 : 55 degrés nord (TV) :Sgt. Rick Astel
- 2004 : Piccadilly Jim (en)
- 2004 : Stage Beauty
- 2005 : Hitch, expert en séduction (Hitch)
- 2005 : Madame Henderson présente (Mrs Henderson Presents)
- 2006 : History Boys (The History Boys)
- 2006 : Miss Potter
- 2007 : Hot Rod
- 2010 : Mesures exceptionnelles
- 2010 : Into the Rose-Garden
- 2010 : Bébé mode d'emploi
- 2011 : Crazy, Stupid, Love
- 2012 : Le Monde de Charlie (The Perks of Being a Wallflower)
- 2013 : Le Majordome (The Butler) de Lee Daniels
- 2016 : Ithaca de Meg Ryan
- 2016 : Bridget Jones Baby (Bridget Jones's Baby) de Sharon Maguire
- 2018 : Le Book Club (Book Club) de Bill Holderman
- 2021 : Billie Holiday, une affaire d'État (The United States vs. Billie Holiday) de Lee Daniels
- 2022 : Downton Abbey 2 : Une nouvelle ère (Downton Abbey : A New Era) de Simon Curtis
- 2023 : Book Club: The Next Chapter de Bill Holderman
- 2024 : Killer Heat de Philippe Lacôte